# Stříbrné jubileum Alžběty II.
Stříbrné jubileum Alžběty II. bylo oslavou 25. výročí nástupu královny Alžběty II. na trůn Spojeného království a dalších zemí Commonwealth realm. Při této příležitosti se po celý rok 1977 po celé zemi i v zemích Commonwealthu konaly velkolepé večírky a přehlídky. Ty vyvrcholily oficiálním Jubilejním dnem, který se konal současně s oslavou královniných narozenin. V den výročí 6. února 1977 bylo jubileum v celé zemi vzpomenuto při bohoslužbách a připomínáno při nich bylo až do konce února. V březnu začaly velké přípravy na velkolepé večírky konané v každém větším městě Spojeného království a slavilo se i v menších městech či v jednotlivých ulicích.

## Národní a mezinárodní návštěvy dobré vůle

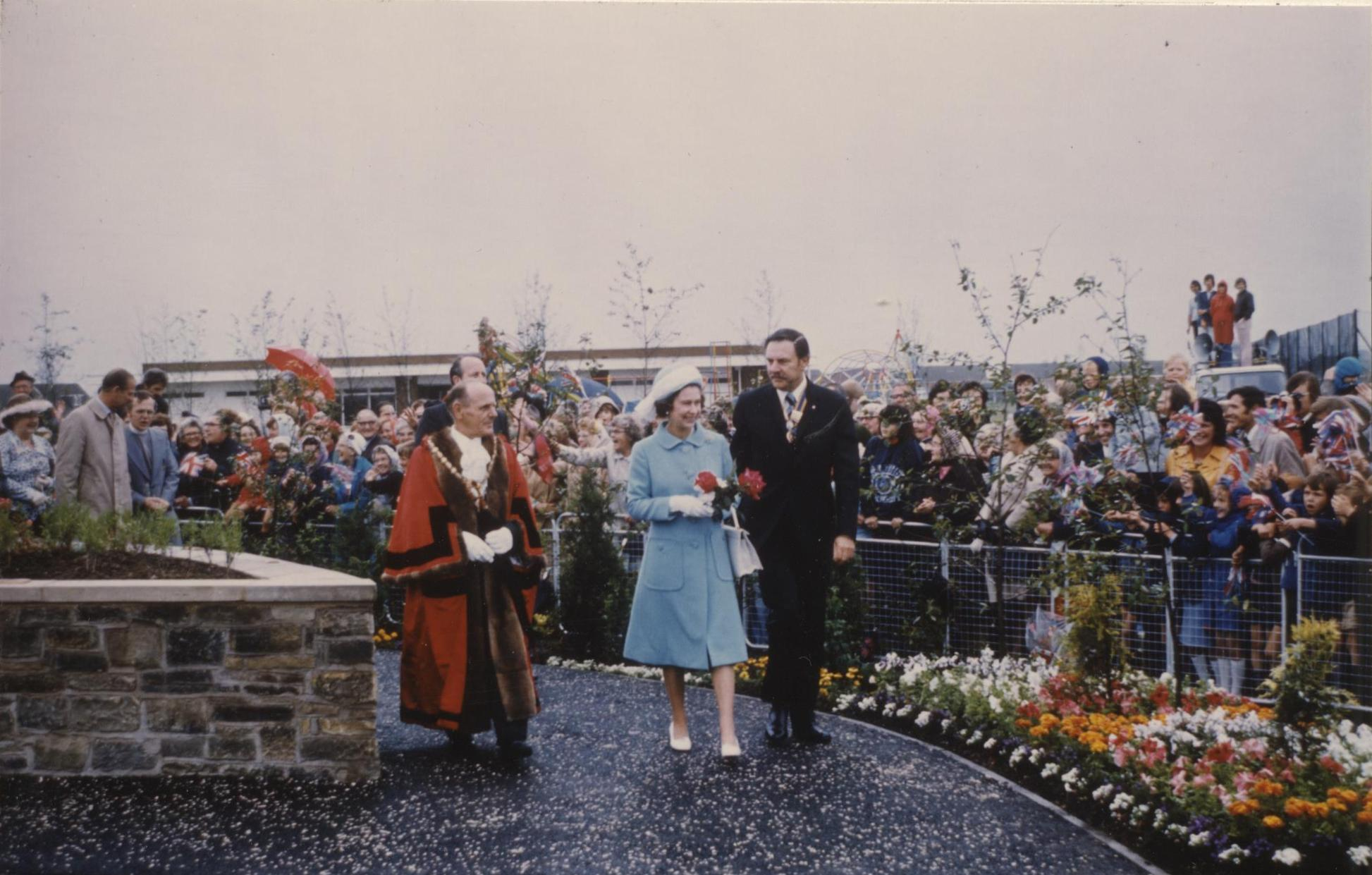
Královna Alžběta II. při slavnostním otevření Scented Garden pro slepce v Haverstoe Parku, Cleethorpes, 1977

Královnina cesta po království trvala tři měsíce a celkem během nich královna spolu se svým chotěm princem Philipem navštívila celkem 36 hrabství. Cesta začala 17. května 1977 v Glasgow, kde se shromáždilo rekordní množství lidí. Poté se královský pár přesunul do Anglie, kde v Lanceshire přišlo královský pár pozdravit rekordní milion lidí, dále královna pokračoval do Walesu. Jejich cesta skončila v Severním Irsku. Během své cesty navštívili řadu škol, které byly předmětem televizního speciálu moderovaného Valerií Singleton. Do té doby žádný britský panovník nenavštívil tolik částí Spojeného království za tak krátkou dobu.
Po domácí cestě se královský pár vydal na návštěvy některých zemích Commonwealthu. Nejdříve navštívili ostrovní státy Fidži a Tongu, následoval delší pobyt na Novém Zélandu a v Austrálii a cestu po Oceánii zakončili v Papui Nové Guineji. Poté odcestovali do Západní Indie. Poslední zastávkou během mezinárodního turné byla návštěva Kanady, ve které se ke královském páru připojil i jejich syn, princ Charles.

## Červnové oslavy v Londýně

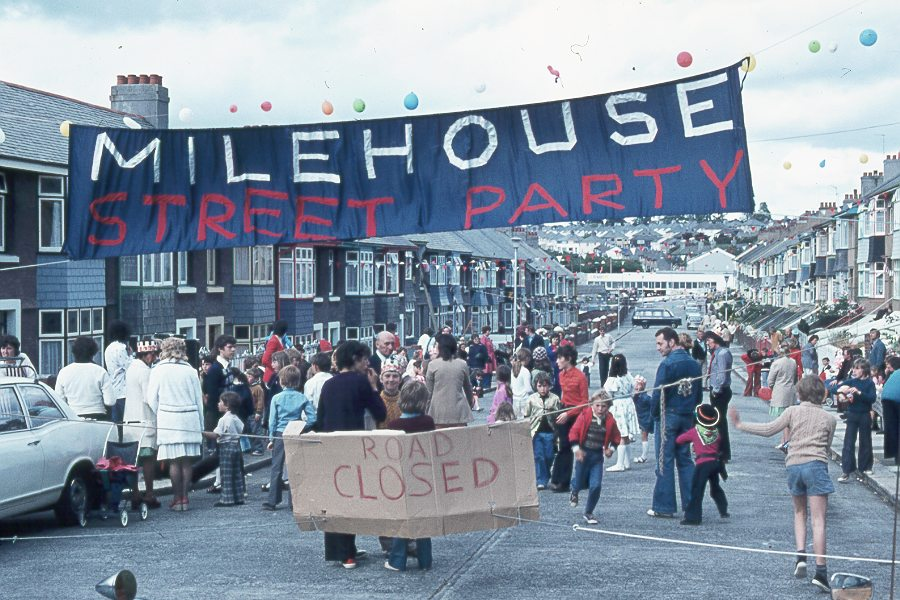
Jedna z mnoha pouličních oslav, které se konaly po celé zemi, Plymouth, 1977

Dne 6. června 1977 královna zapálila na hradě Windsor slavnostní oheň, který sloužil jako maják jehož světlo se šířilo pomocí řetězu dalších ohňových majáků napříč celou zemí. Dne 7. června 1977 davy lidí lemovaly ulice, kterými mířil průvod do katedrály svatého Pavla, kde se královská rodina zúčastnila bohoslužby po boku mnoha světových lídrů, mezi nimiž byli americký prezident Jimmy Carter, britský premiér James Callaghan a všichni stále žijící bývalí britští premiéři (Harold Macmillan, Alec Douglas-Home, Harold Wilson a Edward Heath). Po bohoslužbě následoval oběd v Guildhall, který pořádal primátor hlavního města Spojeného království, Londýna, Peter Vanneck.
Po obědě pokračoval průvod ulicí Mall do Buckinghamského paláce. Podle odhadů cestu lemoval jeden milion lidí, aby přihlížel průvodu. Dalších přibližně 500 milionů lidí v celém Commonwealthu sledovalo události celého dne živě v televizi. Téhož dne mnohé vesnice či jednotlivé ulice pořádaly velkolepé večírky pro své obyvatele a mnoho ulic bylo vyzdobeno vlaječkami, jenž většinou nesly barvy vlajky Spojeného království. Kromě toho mnoho ulic ozdobilo i vozidla a pořádalo své vlastní přehlídky. Jen v Londýně proběhlo více než 4 tisíce organizovaných večírků. Během celého dne královna mnohokrát zdravila přihlížející, když několikrát vystoupila na balkon Buckinghamského paláce.
Dne 9. června královna podnikla cestu lodí po řece Temži z Greenwiche do Lambethu a napodobila tak slavné kroky královny Alžběty I. Během této cesty královna slavnostně otevřela Silver Jubilee Walkway a zahrady v South Bank Jubilee Gardens. Večer téhož dne pořádala královna slavnostní ohňostroj a poté byla průvodem osvětlených kočárů převezena do Buckinghamského paláce, kde opět pozdravila přihlížející.

## Obraz výročí v popkultuře
Britská mýdlová opera Coronation Street zakomponovala do děje propracovaný průvod na počest královnina jubilea. Jubileum se objevilo i v jednom příběhu seriálu Pán času, a to v epizodě Mawdryn Undead z roku 1983 a také v závěru třetí série seriálu Koruna, kde královnu hrála anglická herečka Olivia Colmanová.
Dne 7. června 1977 se manažer Sex Pistols Malcolm McLaren a nahrávací společnost Virgin Records dohodli, že si pronajmou soukromou loď a nechají skupinu Sex Pistols vystupovat při plavbě po řece Temži kolem westminsterského mola a budovy parlamentu. Tato akce, která měla být výsměchem královniny plavby po Temži, skončila o dva dny později chaosem. Policejní síly donutily člun zakotvit a policie obklíčila lávku u mola. Zatímco členové kapely s vybavením byli vytlačování postranním schodištěm, manažer McLaren, Vivienne Westwoodová a mnoho dalších lidí z doprovodu kapely bylo zatčeno. Kontroverzní píseň této kapely God Save the Queen se umístila na předních příčkách žebříčků. Vyšla 27. května 1977 a většinou veřejnosti byla považována za útok na královnu Alžbětu II. a britskou monarchii. Byl to nejvíce cenzurovaný singl v britské historii. Antimonarchistickou píseň v té době odmítly hrát jak BBC tak všechny nezávislé rozhlasové stanice.
Britská kapela Queen zakončila ve dnech 6. a 7. června 1977 své koncertní turné A Day at the Races Tour dvěma koncerty v Earls Court Exhibition Centre v Londýně. Tyto koncerty se uskutečnily na počest královnina jubilea. Na koncertu kapela také poprvé použila osvětlovací zařízení ve tvaru koruny.

## Trvalý odkaz

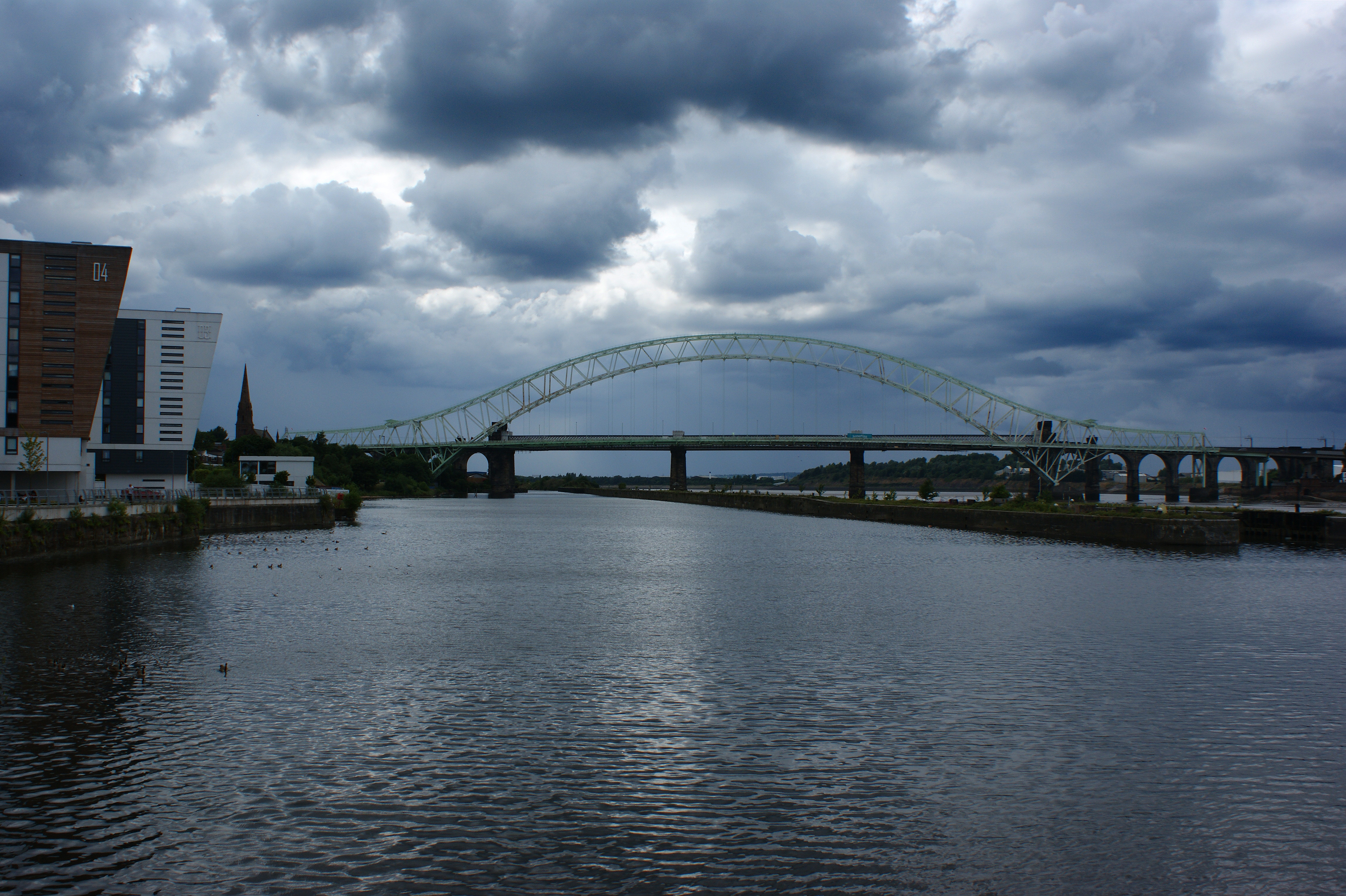
Silver Jubilee Bridge

Po tomto královnině jubileu byla pojmenována různá místa. Rozestavěná linka londýnského metra Fleet Line byla přejmenována na Jubilee Line a získala pro své označení stříbrnou barvu, i když byla otevřena až v roce 1979. Další stavbou pojmenovanou po této události byl také most Silver Jubille Bridge spojující Runcorn s Widnes a klenoucí se přes řeku Mersey.
Australský umělec Paul Fitzgerald byl pověřen dokončením jediného oficiálního portrétu královny vytvořeného při příležitosti jejího pětadvacátého jubilea. Podobné oslavy a původy byly naplánované i na oslavu královnina zlatého jubilea v roce 2002.